# Scaphiophryne spinosa
Scaphiophryne spinosa är en groddjursart som beskrevs av Franz Steindachner 1882. Scaphiophryne spinosa ingår i släktet Scaphiophryne och familjen Microhylidae. IUCN kategoriserar arten globalt som livskraftig. Inga underarter finns listade i Catalogue of Life.